# Торі (Грузія)

Самцхе-Джавахеті на мапі Грузії

То́рі (груз. თორი) — історичний регіон у центральній Грузії (сьогодні частина краю Самцхе-Джавахеті). Межує з Тріалеті на сході, з Імереті на північному заході та з Шида Картлі на північному сході. Область лежить у так званій Боржомській ущелині. В середньовіччі Торі було фамільним володінням родини Ґамрекелі (Торелі). Назву «Торі» перестали вживати в 15 ст. В той же час область перейшла у володіння родини Авалішвілі. 

## Галерея

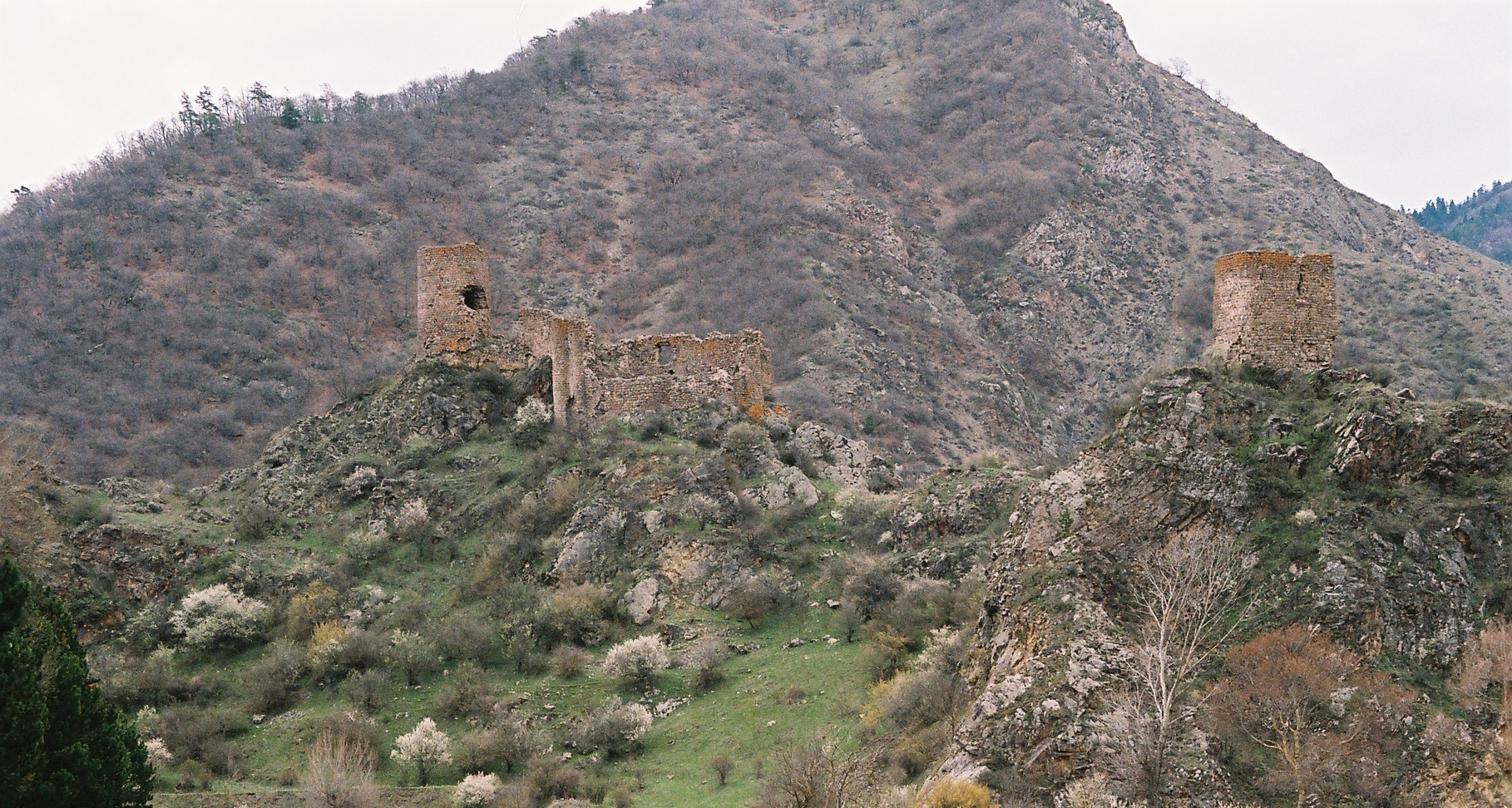
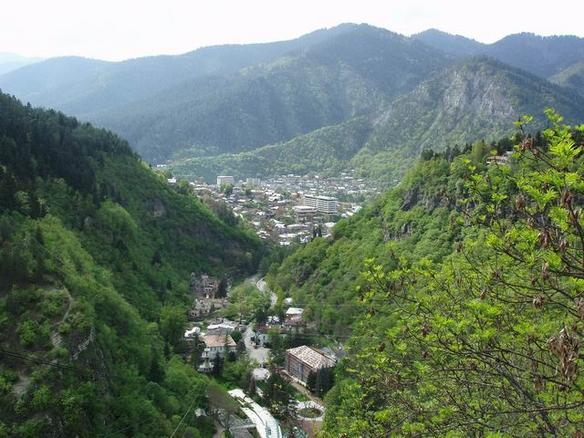
Вид на Боржомі
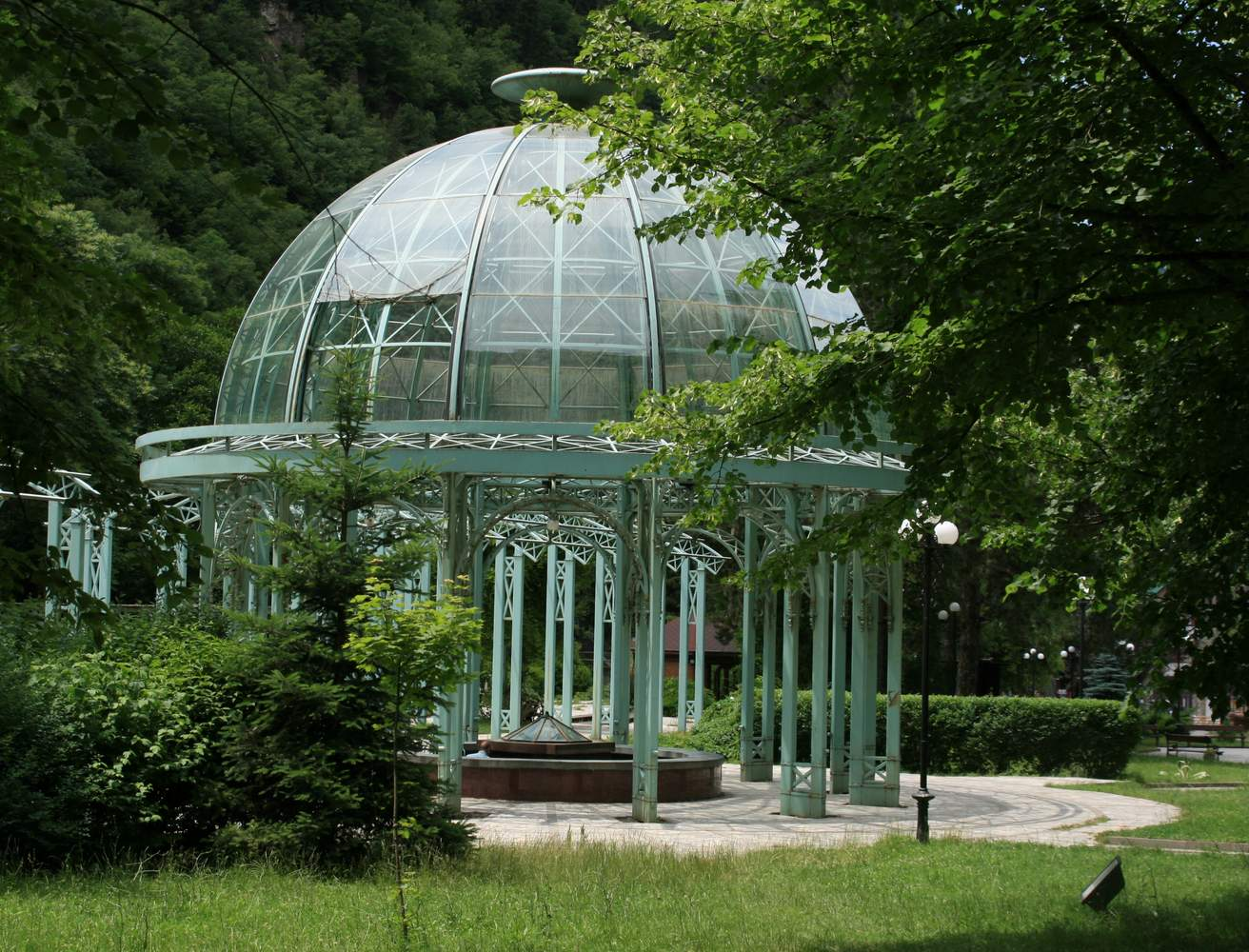
Джерело мінеральної води у Боржомі